# Trigonostemon hartleyi
Trigonostemon hartleyi är en törelväxtart som beskrevs av Airy Shaw. Trigonostemon hartleyi ingår i släktet Trigonostemon och familjen törelväxter. Inga underarter finns listade i Catalogue of Life.